# Ruandopsis nigrastriata
Ruandopsis nigrastriata är en insektsart som beskrevs av Evans 1971. Ruandopsis nigrastriata ingår i släktet Ruandopsis och familjen dvärgstritar. Inga underarter finns listade i Catalogue of Life.